# 葛寶華
葛寶華（1844年—1910年），字振卿，諡勤恪，浙江省紹興府山陰縣（今浙江省紹興市）人，清朝政治人物、進士出身。
同治十二年（1873年），鄉試中舉；光緒九年（1883年），登進士，考取總理各國事務衙門漢章京，升任戶部員外郎。光緒十年，任戶部福建司主稿、戶部河南司員外郎。光緒十五年，任總理衙門章京。光緒十六年，任戶部浙江司郎中	、戶部福建司郎中。光緒十九年，坐糧廳監督。光緒二十一年，任戶部雲南司員外郎、內閣侍讀學士。光緒二十二年，任太常寺少卿，管理覺羅學事務，任通政司副使。光緒二十三，任福建正考官；次年改光祿寺卿。光緒二十四年，任宗人府府丞；后改都察院左副都御史。光緒二十五年，兵部左侍郎。光緒二十七年，任戶部右侍郎兼管錢法堂事務，升任工部尚書、管理溝渠河道事務。同年改刑部尚書。光緒二十八年，兼署工部尚書、磨勘試卷大臣。光緒二十九年，任順天鄉試副考官。次年，任殿試讀卷大臣。光緒三十二年，改鑲紅旗蒙古都統、查齋大臣。次年，任閱卷大臣。光緒三十四年，署理法部尚書。宣統元年，任禮部尚書，署理法部尚書。